# 86th Street (stacja metra na Eighth Avenue Line)
86th Street – stacja metra nowojorskiego, na linii A, B i C. Znajduje się w dzielnicy Manhattan, w Nowym Jorku i zlokalizowana jest pomiędzy stacjami 96th Street i 81st Street – Museum of Natural History. Została otwarta 10 września 1932.